# 산시 상인
산시 상인은 중국의 유명한 상인 집단이다. 지역 명칭을 따서 진상(晉商)이라고 하며, 산서성 평양부, 택주, 노안부 등 서남부 출신들이 주를 이루었다. 이 지역도 토지가 척박하여 일상생활에서 필요한 것들을 모두 먼 곳에서 조달했으나 석탄, 철, 소금, 대추, 감, 배 등 경제성 있는 지역특산품이 있어 일찍부터 이를 갖고 객지로 나가 장사를 했다.
명초 개중법이 실시되자 지리적 장점을 이용하여 양곡과 소금의 유통에서 많은 부를 축적하였다. 천계․성화 연간 이후 개중법이 납량개중에서 납은개중으로 바뀌자 산서시들은 일부분은 계속 북변에 남아 서북지역을 잇는 변방무역에 종사하고 일부는 전국에서 가장 큰 염장이 있는 양회․강절 지역을 활동범위를 옮겨 면포, 차 등으로 확대하여 이 지역에서 활동하던 휘주상인과 치열한 각축전을 벌임으로써 “천하 양대 상방”으로 회자되었다.
청대 후기 산시인은에서 뛰어난 수완을 발휘하였다. 현대식 은행업무인 송금을 전담하는 표호(票號)를 설립한 것이다. 본점을 평요, 기현, 태곡에 둔 표호들은 전국 주요 도시에 지점을 설치하고 고객들이 원하는 액수의 금액을 지정된 날짜에 송금해주는 정확함과 신뢰를 자랑하여 함풍 이후에는 정부의 공금 송금도 담당했다. 광서연간에는 기현의 합성원표호(合盛元票號)가 조선의 신의주와 일본의 고베에 지점을 설치하기도 하였다.
표호는 19세기 이르러 청나라 금융업무의 상당수를 처리함에 따라 번창했으나 중국에서 근대식 은행이 설립되자 세퇴하였다. 표호는 신해혁명 이후 대부분 폐쇄되거나 근대식 은행으로 전환하게 된다.

## 같이 보기
- 산시성 (산서성)
- 옌시산

## 참조
- 오금성, 『명청시대사회경제사』, 이산, 2007